# Lex Oppia
De lex Oppia was een van de sumtuariae leges ("anti-luxe-wetten") die in het midden van de Tweede Punische Oorlog in 213 v.Chr. werden voorgesteld door de tribunus plebis Gaius Oppius in het consulaat van Quintus Fabius Maximus en Tiberius Sempronius Gracchus. De lex Oppia bepaalde dat geen enkele vrouw meer dan een half ons goud mocht hebben noch een meerkleurige stola mocht dragen noch in een carpentum (door twee paarden getrokken wagen) mocht rijden in de Stad' (Rome) of in welke stad dan ook of in een straal van één mijl ervandaan, tenzij voor publieke offers. Deze wet werd twintig jaar later herroepen ondanks hevige oppositie van Marcus Porcius Cato Censorius maior. Deze Cato de Oudere zag de afschaffing van de lex Oppia als acceptatie van de deelname van vrouwen aan het publieke leven in Rome; hij was bang dat vrouwen daardoor een machtsgreep zouden kunnen doen.
Na de opheffing van de lex Oppia zien we dat de lex Orchia regelmatig wordt vermeld als de eerste lex sumtuaria (in plaats van lex Oppia). Tacitus spreekt van Oppiae Leges ("Oppische weten").